# 너는 나의 봄
《너는 나의 봄》은 2021년 7월 5일부터 2021년 8월 24일까지 방영된 tvN 월화 드라마다.

## 기획의도
저마다의 일곱 살을 가슴에 품은 채 어른이라는 이름으로 살아가는 이들이 살인사건이 일어난 건물에 모여 살게 되며 시작되는 이야기

## 제작진

### 제작사
- 스튜디오앤뉴

### 연출
- 정지현 : tvN 수목드라마 《검색어를 입력하세요 WWW》(공동연출), SBS 금토드라마 《더 킹 : 영원의 군주》(공동연출), tvN 드라마 《스물다섯 스물하나》(연출) 등 연출 )

### 극본
- 이미나 : ( tvN 월화드라마 《풍선껌》(집필), 곡 《에일리 - 첫눈처럼 너에게 가겠다》(드라마 《쓸쓸하고 찬란하神 - 도깨비》 중에서...)(작사), 곡 《성시경 - 너는 나의 봄이다》(작사), 도서 《사랑을 말하다》(집필), 도서 《그 남자 그 여자 1,2권》(집필), 도서 《내 여자친구는 여행중》(집필), 도서 《사랑, 고마워요 고마워요》(집필), 도서 《아이 러브 유》(집필) 등 집필 )

## 등장 인물

### 주요인물
- 서현진 : 강다정 (34세) 역 (아역 : 옥예린) - "몇 번이나 나는 나를 쓰레기통에 던져 넣었던 걸까, 그만 잠들고 싶었을 만큼 일곱 살의 나를 나는 몇 번이나 흔들어 깨운 걸까. 오래된 상처를 긁어내려고 나는 새로 돋은 살까지 다치게 하고 싶었구나."

호텔 컨시어지 매니저, 미란의 딸. 태정의 누나. 영도의 연인. 은하와 철도의 친구.
- 김동욱 : 주영도 (38세) 역 (아역 : 정지훈) - "이건 그냥 흉터다, 처음부터 없었던 것처럼 깨끗하게 지울 수는 없고 그럴 필요도 없다, 그렇게 받아들일 수 있도록 훈련을 해야죠. 바꿀 수도 없는 과거하고 싸우느라 지금이 힘들면 안 되니까."

정신과 전문의, 구구빌딩 3층, 주영도 정신건강의학과 원장. 다정의 연인. 가영의 전남편.
- 윤박 : 이안 체이스 (36세) 역 (아역 : 이주원 , 최민영) - 신경외과 전문의

마진그룹 마재국 회장의 치료를 위해 닥터 베일의 팀에 합류하게 된 한국계 미국인 의사
- 남규리 : 안가영 (38세) 역 - 배우, 영도의 전처.

### 체이스 주변인물
- 지혜인 : 노현주 (33세) 역 - 변호사

체이스의 개인 변호사, 법적인 자문부터 개인적인 심부름까지 도맡아 하고 있다.
- 미상 : 크리스 베일 (48세) 역 - 신경외과 교수

마진그룹 마재국 회장의 치료를 위해 입국한 의료팀의 수장
- 서재희 : 마정아 (52세) 역 - 마진그룹 부회장

마진그룹 마재국 회장의 장녀, 치열한 경영권 승계 다툼에서 밀려날 위기에 처해 있다. 아버지인 마재국 회장의 수술을 앞두고 닥터 체이스에게 비밀스러운 거래를 제안한다.
- 윤박 : 채준 (36세) 역 (본명 최정민) (아역 : 이주원 , 최민영) - "다정씨는 그냥 연애가 무서운 사람인 것 같아서요, 근데 그런 거면, 저 만나도 돼요. 저 만나세요. 나 만나요.

투자사 대표, 이안 체이스의 쌍둥이
- 박기덕 : 황재식 역 - 최정민과 이안 체이스의 주변을 맴돌고 있는 의문의 인물

노숙자. 과거 소설가.

### 구구빌딩 사람들
- 김예원 : 박은하 (34세) 역 - "넌 대충하고 난 골병들고, 그래서 적자 나고 그래서 이 가게 아빠한테 도로 뺏기고 그래서 나 독립 못 하면 누가 제일 괴로울까? 니 다음 생일날, 누가 짜증 난 얼굴로 아침부터 같이 미역국을 퍼먹고 있을까? 맞아 나야. 왜? 난 너랑 쌍둥이니까., 그리고 독립을 못했으니까. 정신없는 여자가 하나 있어서, 니가 운 좋게 결혼이란 걸 하잖아? 그럼 그 집에 니네 부부 말고 또 누가 살까? 맞아, 나야 난 독립을 못했으니까. 마흔 살 생일은 어때? 내가 과연 아빠가 엮는 사람하고 결혼해서 니 앞에서 순순히 꺼져줬을까? 환갑은? 칠순 잔치는 어떨까?"

구구카페 운영, 철도의 이란성 쌍둥이 동생. 다정의 친구.
- 한민 : 박철도 (34세) 역 - 은하의 이란성 쌍둥이 오빠, 다정의 친구. 구구카페 운영.

- 김동균: 박철희 역 - 철도와 은하의 아버지, 구구빌딩의 실질적 건물주

- 지승현 : 서하늘 (38세) 역 - "영도 넌 그때 내 여자친구 봤잖아, 그 작고 하얗고, 눈 동그랗고..", "아아, 그 말티즈?"

구구빌딩 2층, '하늘하늘 동물병원'의 원장. 영도의 친구. 수의사.
- 윤상정 : 민아리 (23세) 역 - 구구카페의 아르바이트생

### 풍지경찰서
- 이해영 : 고진복 (45세) 역 - 강력계 형사 팀장, 풍지경찰서 강력3팀의 형사 팀장.
- 윤지온 : 박호 (32세) 역 - 강력계 형사, 최근 강력계로 자원해 들어온 풍지경찰서 강력3팀의 막내 형사.
- 김리우 : 최성준 (38세) 역 - 강력계 형사, 풍지경찰서 강력3팀 소속 형사.
- 탁우석 : 故 이정범 (30) 역 - 강력계 형사, 풍지경찰서 강력 3팀 소속.

### 다정의 주변인물
- 오현경 : 문미란 (55세),역 - "세상에 공짜 선물은 없어, 다리를 주면 혀를 잘라 가. 근데 살다 보면 아닌데 싶음서도 홀라당 정신을 홀리는 게 있어. 눈부시고, 반짝반짝하고, 너무 좋아서 이것만 가질 수 있다면 무슨 짓이든 하겠다.. 그런 거에 홀려서, 지 손으로 지 목을 거기다 매달고 나면 나중엔 손에다 칼을 쥐여 줘도, 찌를 수 있는 게 지 발등 밖에 없어.

피자가게 운영, 다정과 태정의 어머니. 윤찬의 전처.
- 강훈 : 강태정 (32세) 역 (아역 : 서우진) - 근데 뭐, 누나가 괜찮으면 됐지

미란의 아들, 다정의 남동생. 바텐더.
- 박예니 : 허유경 (28세) 역 - "내가 니 노예니, 미친 새끼야? 어따대고 욕을 해? 너, 내가 우리 매니저님한테 다 이를거야, She's gone kick your ass, you moron!", "유경씨 지금 뭐하는거야!!", "손님이 전화 끊은 다음에 욕하는 건 괜찮잖아요, right?"

호텔 컨시어지, 다정을 롤모델로 여기는 컨시어지 팀의 직속 후배. 미국 교포 출신.
- 미상 : 강윤찬 역 - 미란의 남편이자 강다정, 태정 남매의 아버지

### 영도의 주변인물
- 김서경 : 천승원 (38세) 역 - "안녕하십니까, 준비된 싱글, 광기 어린 천재, 미친 열정, TVC 예능국 천재 피디 천피디 천승원 입니다.", "그냥 미친놈이에요, 줄여서 천원."

TVC 예능국 PD. 영도와 하늘의 친구.
- 백현주 : 오미경 (55세) 역 - 간호사
- 김명준 : 나민재 (29세) 역 - 간호조무사

영도의 병원에서 일하고 있다.

### 가영의 주변 인물
- 황승언 : 한진호 (30세) 역 - "아니 내가 예뻐서 국대 됐어요? 내가 예뻐서 메달 못 땄냐고요, 왜 잘해도 못해도 그 소리야?"

가영의 전담 트레이너, 전직 복서.
- 박상남 : 패트릭 (28세) 역 - "타이틀 곡 고르는 거 아니잖아요, 사람들이 뭘 좋아할까 생각해서 내가 좋아하는 사람을 고를 수는 없죠."

아이돌 가수, 국내 3대 보이그룹 중 하나인 [케이맨/K-MEN]에서도 가장 인기가 많은 멤버, 본명은 류석준.

### 그 외 인물
- 미상 : 마재국 역
- 미상 : 소속사 대표 역
- 미상 : 주영도의 엄마 역

### 특별 출연
- 김남희 : 김남희 역 - 가영이 출연한 드라마 '더 프린세스 : 영원의 공주' 상대 배우

## 시청률
최저 시청률과 최고 시청률은 시청률 조사회사와 지역별로 시청률에 차이가 있을 수 있습니다.
| 2021년 | 2021년   | 2021년         | 2021년       |
| 회차   | 방송일자 | AGB 시청률     | AGB 시청률   |
| 회차   | 방송일자 | 대한민국(전국) | 서울(수도권) |
| ------ | -------- | -------------- | ------------ |
| 제1회  | 7월 5일  | 3.390%         | 3.560%       |
| 제2회  | 7월 6일  | 2.958%         | 2.961%       |
| 제3회  | 7월 12일 | 2.665%         | 2.702%       |
| 제4회  | 7월 13일 | 3.065%         | 3.620%       |
| 제5회  | 7월 19일 | 2.120%         | 2.064%       |
| 제6회  | 7월 20일 | 2.373%         | 2.638%       |
| 제7회  | 7월 26일 | 2.068%         | 2.340%       |
| 제8회  | 7월 27일 | 1.989%         | 2.141%       |
| 제9회  | 8월 2일  | 1.941%         | 2.162%       |
| 제10회 | 8월 3일  | 2.372%         | 2.540%       |
| 제11회 | 8월 9일  | 1.940%         | 2.084%       |
| 제12회 | 8월 10일 | 2.014%         | 2.350%       |
| 제13회 | 8월 16일 | 1.860%         | 1.782%       |
| 제14회 | 8월 17일 | 1.916%         | 1.863%       |
| 제15회 | 8월 23일 | 1.767%         | 1.917%       |
| 제16회 | 8월 24일 | 2.387%         | 2.438%       |

## 같이 보기
- 대한민국의 텔레비전 드라마 목록 (ㄴ)
- 2021년 대한민국의 텔레비전 드라마 목록